# Батуоман (сериал)
„Батуоман“ (на английски: Batwoman) е американски сериал, базиран на комиксовата героиня на компанията ДиСи.
Сюжетът се развива в същата вселена на „Стрелата“, „Светкавицата“, „Легендите на утрешния ден“, „Константин“, „Супергърл“, „Лисицата“, „Борците за свобода: Лъчът“, „Черната мълния“ и „Супермен и Лоис“. Сериала се излъчва по „The CW“. Премиерата на първия сезон е на 6 октомври 2019 г. На 19 май, след края на първия сезон е съобщено, че Руби Роуз напуска и ще бъде заменена.
На 29 април 2022 година сериалът е спрян след 3 сезона.

## Герои
- Джависия Лесли – Раян Уайлдър / Батуоман
- Руби Роуз – Кейт Кейн / Батуоман
- Рейчъл Скарстен – Бет Кейн / Алис
- Меган Тенди – Софи Мур
- Никол Канг – Мери Хамилтън
- Камрус Джонсън – Люк Фокс / Батуинг
- Елизабет Ануелс – Катрин Хамилтън-Кейн
- Дъгрей Скот – Джейкъб Кейн
- Ламоника Гарет – Мар Нову / Мониторът и Мобиус / Анти-мониторът
- Виктория Картахена – Рене Монтоя
- Робин Гивенс – Джейда Джет
- Ник Креган – Маркуиз Джет